# لويس إتش ماكي
لويس إتش ماكي (بالإنجليزية: Louis H. Mackey)‏ هو فيلسوف أمريكي، ولد في 24 سبتمبر 1926 في سيدني في الولايات المتحدة، وتوفي في 25 مارس 2004 في أوستن في الولايات المتحدة.